# Grande Prémio Internacional de Ciclismo MR Cortez-Mitsubishi
O Grande Prémio Internacional de Ciclismo MR Cortez-Mitsubishi mais conhecido por Grande Prémio MR Cortez foi uma competição de ciclismo profissional por etapas que se disputou no concelho de Sintra, Distrito de Lisboa, em Portugal, entre 1998 e 2004..
A prova era composta por quatro etapas, uma de contra-relógio. O único ciclista que se impôs por mais do que uma vez na prova foi Ángel Edo, com duas vitórias.

## Palmarés
| Ano  | Vencedor                 | Segundo                      | Terceiro                      |
| ---- | ------------------------ | ---------------------------- | ----------------------------- |
| 1998 | Ángel Edo                | Santiago Botero              | Paulo Jorge Ferreira de Moura |
| 1999 | Sergei Smetanine         | Youri Sourkov                | Delmino Pereira               |
| 2000 | Bruno Miguel Castanheira | Ángel Edo                    | José Enrique Gutiérrez        |
| 2001 | Juan Antonio Flecha      | Ángel Edo                    | René Andrle                   |
| 2002 | Dariusz Baranowski       | Rui Miguel Sousa Barbosa     | Gonçalo José Amorim]]         |
| 2003 | Fran Pérez               | Ángel Edo                    | Joan Horrach                  |
| 2004 | Ángel Edo                | Pedro Miguel Lopes Gonçalves | Pedro Cardoso                 |

## Palmarés por países
| País     | Victórias |
| -------- | --------- |
| Espanha  | 4         |
| Rússia   | 1         |
| Portugal | 1         |
| Polónia  | 1         |